# Francis Xavier Seelos
Francis Xavier Seelos, CSsR (Füssen, 1819. január 11. – New Orleans, 1867. október 4.) német redemptorista, aki misszionáriusként dolgozott az Egyesült Államok határán. Élete vége felé New Orleansba ment, hogy a sárgaláz áldozatait szolgálja. Itt ő maga is megfertőződött a kórral, és elhunyt.

## Fiatalkora
Seelos a Bajor Királyságban, Füssenben született 1819. január 11-én, Mang Seelos és Franziska Schwarzenbach 12 gyermekének egyikeként. Ugyanazon a napon megkeresztelték a Szent Mang-plébániatemplomban. Középiskoláit az augsburgi Szent István Intézetben végezte. Diplomáját 1839-ben szerezte meg, majd Münchenben folytatta egyetemi tanulmányait, ahol filozófiai tanulmányait is elvégezte. Miután gyermekkora óta kifejezte vágyát a papság iránt, 1842. szeptember 19-én belépett az egyházmegyei szemináriumba.
Seelost meghatották a Sion című katolikus újságban a redemptorista misszionáriusok levelei, amelyek a több ezer német ajkú bevándorló lelki gondozásának hiányát írják le. Miután meglátogatta a redemptoristákat Altöttingben, úgy döntött, belép a gyülekezetbe, és kérte, hogy misszionáriusként dolgozzon az Egyesült Államokban. A redemptoristák 1842. november 22-én fogadták be, és a következő évben, március 17-én a franciaországi Le Havre-ból hajózott ki, és 1843. április 20-án érkezett meg New Yorkba. 1844. december 22-én, miután befejezte noviciátusi és teológiai tanulmányait, Seelost pappá szentelték a marylandi baltimore-i Szent Jakab redemptorista templomban.

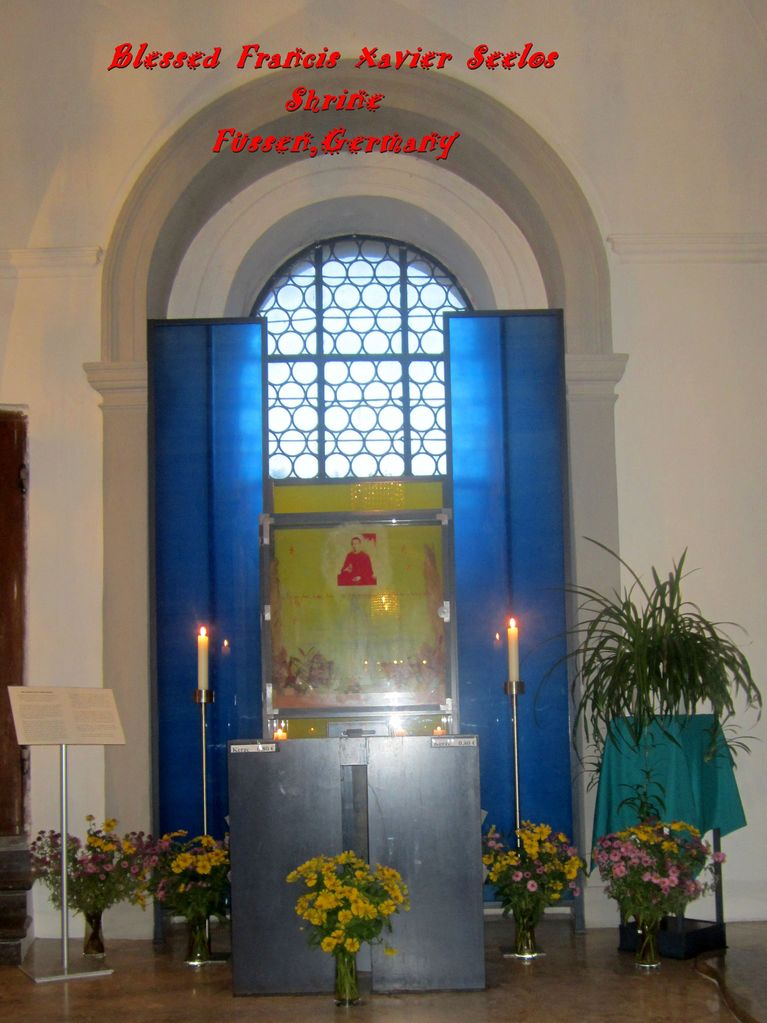
Boldog Xavier Seelos Ferenc kegyhelye, Szent Mang-bazilika, Füssen, Németország

Felszentelése után Seelos kilenc évig dolgozott a pennsylvaniai pittsburgh-i St. Philomena-plébánián – először Neumann Szent János lelkészeként, aki a redemptorista közösség elöljárója volt, később maga a felsőbbrendű, majd három évig lelkipásztorként. Ez idő alatt a redemptorista novícius mester is volt. Neumannal a missziói prédikálásnak is szentelte magát. Kapcsolatukkal kapcsolatban Seelos elmondta: "Ő vezetett be az aktív életbe", és "lelki irányítóként és gyóntatóként irányított".
Seelost így írják le: "...magas, karcsú, méltóságteljes férfi, kedves, nyílt, ártatlan arccal." Bár Bajorországban született, elegánsan és folyékonyan beszélt angolul.
Seelos rendelkezésre állása és veleszületett kedvessége a hívek szükségleteinek megértésében és megválaszolásában hamar ismertté tette mint szakértő gyóntatót és lelki vezetőt, olyannyira, hogy még a szomszédos városokból is érkeztek hozzá emberek. Gyóntatófüzete mindenki számára nyitott volt: "Németül, angolul, franciául fehérek és feketék gyóntatásait hallom." Egyszerű életmódot és egyszerű kifejezésmódot gyakorolt. Bibliai tartalommal gazdag prédikációs témáit a legegyszerűbb emberek is megértették. Seelost állandó mosolyú és nagylelkű emberként jellemezték, különösen a rászorulók és a marginalizáltak felé.
Ebben a lelkipásztori tevékenységben állandó törekvés volt a kisgyermekek hittanítása. Seelos támogatta ezt a szolgálatot, de alapvetőnek tartotta a plébánia keresztény közösségének növekedése szempontjából. 1854-ben kinevezték a St. Alphonsus-plébánia lelkészévé egyidejűleg Baltimore-ban; pásztor és hallgatói prefektus a Szent Péter és Pál-templom Cumberlandben, Marylandben 1857-ben; valamint az Annapolisi Szent Mária-plébánia lelkésze és prefektusa (1862). Diákok prefektusaként mindig kedves és boldog lelkipásztor maradt, aki mindig körültekintően figyelt tanítványai szükségleteire, és lelkiismeretes volt azok tanításában. Mindenekelőtt arra törekedett, hogy e leendő redemptorista misszionáriusokba lelkesedést, áldozatkészséget és apostoli buzgóságot keltsenek a nép lelki és világi jóléte érdekében.
1860-ban Seelost jelölték a pittsburghi püspöki tisztségre. Miután IX. Piusz pápa felmentette e felelősség alól, 1863 és 1866 között egy vándormisszionárius életének szentelte magát, aki angolul és németül prédikált Connecticut, Illinois, Michigan, Missouri, New Jersey, New York, Ohio, Pennsylvania, Rhode Island és Wisconsin államokban.
Seelos nevezetesen kéthetes plébániai missziót prédikált a Missouri állambeli St. Louisban, a Győzelmes Szent Mária-templomban 1865 októberében. Az egyháznak van egy kis szentélye a tiszteletére, egy első osztályú ereklye, valamint az öt ismert Seelos-halotti maszk egyike.
Egy év után a Michigan állambeli Detroitban lévő Szent Mária-plébánia kurátoraként Seelost 1866-ban a New Orleans-i Szent Mária mennybemenetele templom lelkészévé nevezték ki. New Orleans-i szolgálata azonban rövid lett. Az év szeptemberében, kimerülten a sárgaláz áldozatainak látogatása és gondozása miatt, elkapta a betegséget. Néhány hét elteltével, 1867. október 4-én, 48 éves és 9 hónapos korában meghalt.

## Tisztelete

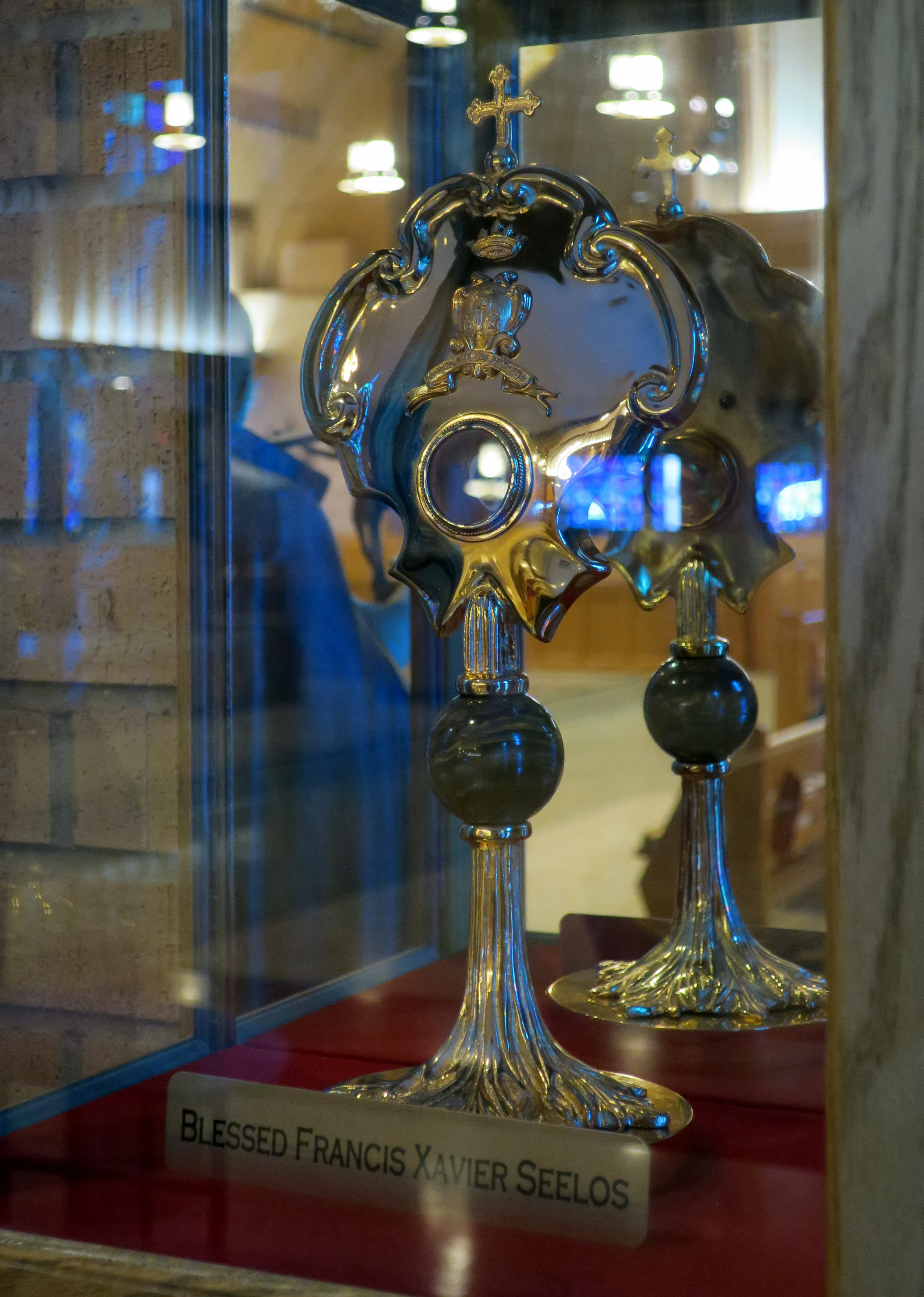
Seelos ereklyéje az Ohio állambeli Limában

A teológusok 1912. május 8-án jóváhagyták Seelos spirituális írásait. Ügyét hivatalosan megnyitották, és megkapta az Isten szolgája címet.
II. János Pál pápa 2000. április 9-én boldoggá avatta Seelost a Szent Péter téren. A boldoggá avató szentbeszédben a pápa kijelentette: "Ma Szent Francis Xavier Seelos arra kéri az Egyház tagjait, hogy mélyítsék el Krisztussal való egyesülésüket a bűnbánat és az Eucharisztia szentségeiben. Közbenjárására mindazok, akik a szőlőben munkálkodnak Isten népének üdvössége bátorítást és megerősítést kap feladatukban."
A Boldogságos Francis Xavier Seelos nemzeti kegyhelye a Szent Mária mennybemenetele templomban található, amely az első német katolikus templom New Orleansban és Louisianában. A szentély tartalmazza Seelos atya hivatalos portréját, amelyet Rómában boldoggá avatására használtak, valamint fényképeket, amelyek Seelos atyát és misszionárius életét ábrázolják. A kegyhely középpontja egy szent ereklyetartó, amelyben Seelos atya maradványai találhatók. A Szent Mária-templom szerepel a történelmi helyek nemzeti nyilvántartásában.
A Louisiana állambeli New Orleansban a Dauphine Street 3037. szám alatt található történelmi St. Vincent de Paul katolikus templomot az ő tiszteletére átnevezték Boldog Francis Xavier Seelos katolikus templomra. Ezenkívül, miután a pennsylvaniai Wexfordban két katolikus általános iskolát összevontak, az iskolát az ő tiszteletére átnevezték Boldog Francis Seelos Akadémiára.

## Fordítás
Ez a szócikk részben vagy egészben  a   Francis Xavier Seelos című angol Wikipédia-szócikk fordításán alapul.  Az eredeti cikk szerkesztőit annak laptörténete sorolja fel. Ez a jelzés csupán a megfogalmazás eredetét és a szerzői jogokat jelzi, nem szolgál a cikkben szereplő információk forrásmegjelöléseként.